# Franz Bockrath
Franz Bockrath (* 23. September 1958 in Osnabrück) ist ein deutscher Sportwissenschaftler. Seit 2004 ist er Professor am Fachbereich Humanwissenschaften der Technischen Universität Darmstadt.

## Leben
Franz Bockrath studierte Philosophie, Politikwissenschaft und Sportwissenschaft an der Universität Osnabrück, der Westfälischen Wilhelms-Universität Münster und der Universität Bielefeld. Er promovierte 1996 an der Universität Osnabrück. Von 1996 bis 2004 arbeitete er an der Humboldt-Universität zu Berlin.
Arbeitsschwerpunkt von Bockrath sind kulturwissenschaftliche und philosophische Fragestellungen des Sports.

## Schriften (Auswahl)
- Sport und Skandal. Shaker, Düren 2021, ISBN 978-3-8440-7785-8 (Hg.).
- Kraft, Muskeln und Geschlecht. Lehmanns, Berlin 2018, ISBN 978-3-86541-967-5, (Hg. mit Kathrin Schulz).
- Stadtraum und Sportkultur. Shaker, Düren 2017, ISBN 978-3-8440-5174-2.
- Zeit, Dauer und Veränderung. Zur Kritik reiner Bewegungsvorstellungen. Transcript, Bielefeld 2014, ISBN 978-3-8376-2911-8, https://doi.org/10.14361/transcript.9783839429112.
- Anthropotechniken im Sport. Transcript, Bielefeld 2012, ISBN 978-3-8376-1868-6 (Hg.).
- Körperliche Erkenntnis. Formen reflexiver Erfahrung. Transcript, Bielefeld 2008 ISBN 978-3-89942-227-6 (Hg. mit Bernhard Boschert und Elk Franke).
- Vom sinnlichen Eindruck zum symbolischen Ausdruck – im Sport. Czwalina, Hamburg 2001, ISBN 3-88020-385-7 (Hg. mit Elk Franke).
- Time, Duration and Change. A Critique of Theories of Pure Movement. Cham, Palgrave Macmillan 2023, ISBN 978-3-031-40589-1.
- Mythos Sport. Band I: Verklärte Körper und blinde Herrschaft. Weilerswist, Velbrück Wissenschaft 2023, ISBN 978-3-95832-347-6. doi:10.5771/9783748941910
- Mythos Sport. Band II: Rastlose Körper und entzweite Natur. Weilerswist, Velbrück Wissenschaft 2023 ISBN 978-3-95832-348-3. doi:10.5771/9783748943846